# Challenge Sprint Pro 2011
De Challenge Sprint Pro 2011 was een wielerwedstrijd in Quebec, Canada, gereden op 8 september 2011.
Dit was de eerste editie van een nieuw type wielerevenement, waarin steeds steeds drie of vier wielrenners aan de start staan en over een parcours van één kilometer onderling uitmaken welke twee van hen er naar de volgende ronde gaan. Na drie rondes waren er nog vier renners over die vervolgens de finale reden. Elke ploeg die meedeed aan de UCI World Tour-wedstrijden in Quebec (een dag later) en Montreal (drie dagen later) vaardigde een renner af, ook deed er een aantal Canadese rijders mee. De Deense voormalige baanrenner en winnaar van olympisch zilver op de teamachtervolging Michael Mørkøv van Saxo Bank-Sungard won de finale.

## Deelnemers
| Namens de 18 UCI World Tour ploegen | Namens de 18 UCI World Tour ploegen | Namens de 18 UCI World Tour ploegen | Namens de 18 UCI World Tour ploegen |
| ----------------------------------- | ----------------------------------- | ----------------------------------- | ----------------------------------- |
| Sébastien Hinault                   | AG2R-La Mondiale                    | Danilo Wyss                         | BMC Racing Team                     |
| Romain Sicard                       | Euskaltel-Euskadi                   | Hayden Roulston                     | Team HTC-High Road                  |
| Nikolaj Troesov                     | Team Katjoesja                      | Daniele Pietropolli                 | Lampre-ISD                          |
| Ted King                            | Liquigas-Cannondale                 | Enrique Sanz                        | Team Movistar                       |
| Jürgen Roelandts                    | Omega Pharma-Lotto                  | Simon Clarke                        | Pro Team Astana                     |
| Gerald Ciolek                       | Quick Step                          | Jos van Emden                       | Rabobank                            |
| Michael Mørkøv                      | Saxo Bank-Sungard                   | Jeremy Hunt                         | Sky ProCycling                      |
| Peter Stetina                       | Team Garmin-Cervélo                 | Fabian Wegmann                      | Team Leopard-Trek                   |
| Robert Hunter                       | Team RadioShack                     | Wouter Mol                          | Vacansoleil-DCM                     |
| Namens de 4 Wildcardploegen         |                                     |                                     |                                     |
| Zachary Bell                        | Team SpiderTech-C10                 | David Veilleux                      | Team Europcar                       |
| Dominique Rollin                    | Française des Jeux                  | Leonardo Duque                      | Cofidis, le crédit en ligne         |
| Top 2 Canadees kwalificatietoernooi |                                     |                                     |                                     |
| Rémi Pelletier-Roy                  | Garneau-Club Chaussures             | Ben Chaddock                        | Team Exergy                         |

## Wedstrijdverloop

### Voorronde - Challenge Sprint Canada
In de tweede editie van de Challenge Sprint Canada namen twaalf Canadese wielrenners het in drie rondes tegen elkaar op. Ryan Aitcheson, Cédric Boily, Pierre-Étienne Boivin, Jordan Brochu, François Chabot, Ben Chaddock, Laurent Dallaire, Jean-Samuel Deshaies, Kevin Massicotte, Antoine Matteu, Rémi Pelletier-Roy en Mathieu Roy streden om twee plekken in de Challenge Sprint Pro later op die dag.
Het waren Rémi Pelletier-Roy uit Quebec van Garneau-Club Chaussures en Ben Chaddock uit Brits-Columbia van Team Exergy die zich plaatsten voor het hoofdtoernooi.

### Eerste ronde
| Plaats | Naam           | Ploeg             |
| ------ | -------------- | ----------------- |
| 1      | Fabian Wegmann | Team Leopard-Trek |
| 2      | Gerald Ciolek  | Quick Step        |
| 3      | Ben Chaddock   | Team Exergy       |

| Plaats | Naam              | Ploeg               |
| ------ | ----------------- | ------------------- |
| 1      | Robert Hunter     | Team RadioShack     |
| 2      | Sébastien Hinault | AG2R-La Mondiale    |
| 3      | Peter Stetina     | Team Garmin-Cervélo |

| Plaats | Naam            | Ploeg                       |
| ------ | --------------- | --------------------------- |
| 1      | Nikolaj Troesov | Team Katjoesja              |
| 2      | Leonardo Duque  | Cofidis, le crédit en ligne |
| 3      | Jeremy Hunt     | Sky ProCycling              |

| Plaats | Naam            | Ploeg              |
| ------ | --------------- | ------------------ |
| 1      | Hayden Roulston | Team HTC-High Road |
| 2      | David Veilleux  | Team Europcar      |
| 3      | Romain Sicard   | Euskaltel-Euskadi  |

| Plaats | Naam             | Ploeg               |
| ------ | ---------------- | ------------------- |
| 1      | Simon Clarke     | Pro Team Astana     |
| 2      | Jürgen Roelandts | Omega Pharma-Lotto  |
| 3      | Zachary Bell     | Team SpiderTech-C10 |

| Plaats | Naam                | Ploeg              |
| ------ | ------------------- | ------------------ |
| 1      | Dominique Rollin    | Française des Jeux |
| 2      | Daniele Pietropolli | Lampre-ISD         |
| 3      | Jos van Emden       | Rabobank           |

| Plaats | Naam           | Ploeg               |
| ------ | -------------- | ------------------- |
| 1      | Michael Mørkøv | Saxo Bank-Sungard   |
| 2      | Wouter Mol     | Vacansoleil-DCM     |
| 3      | Ted King       | Liquigas-Cannondale |

| Plaats | Naam               | Ploeg                   |
| ------ | ------------------ | ----------------------- |
| 1      | Enrique Sanz       | Team Movistar           |
| 2      | Rémi Pelletier-Roy | Garneau-Club Chaussures |
| 3      | Danilo Wyss        | BMC Racing Team         |

### Kwartfinale
| Plaats | Naam           | Ploeg                       |
| ------ | -------------- | --------------------------- |
| 1      | Robert Hunter  | Team RadioShack             |
| 2      | Leonardo Duque | Cofidis, le crédit en ligne |
| 3      | Fabian Wegmann | Team Leopard-Trek           |
| 4      | David Veilleux | Team Europcar               |

| Plaats | Naam              | Ploeg              |
| ------ | ----------------- | ------------------ |
| 1      | Gerald Ciolek     | Quick Step         |
| 2      | Nikolaj Troesov   | Team Katjoesja     |
| 3      | Sébastien Hinault | AG2R-La Mondiale   |
| 4      | Hayden Roulston   | Team HTC-High Road |

| Plaats | Naam               | Ploeg                   |
| ------ | ------------------ | ----------------------- |
| 1      | Simon Clarke       | Pro Team Astana         |
| 2      | Rémi Pelletier-Roy | Garneau-Club Chaussures |
| 3      | Wouter Mol         | Vacansoleil-DCM         |
| 4      | Dominique Rollin   | Française des Jeux      |

| Plaats | Naam                | Ploeg              |
| ------ | ------------------- | ------------------ |
| 1      | Michael Mørkøv      | Saxo Bank-Sungard  |
| 2      | Enrique Sanz        | Team Movistar      |
| 3      | Jürgen Roelandts    | Omega Pharma-Lotto |
| 4      | Daniele Pietropolli | Lampre-ISD         |

### Halve finale
| Plaats | Naam               | Ploeg                   |
| ------ | ------------------ | ----------------------- |
| 1      | Robert Hunter      | Team RadioShack         |
| 2      | Enrique Sanz       | Team Movistar           |
| 3      | Rémi Pelletier-Roy | Garneau-Club Chaussures |
| 4      | Gerald Ciolek      | Quick Step              |

| Plaats | Naam            | Ploeg                       |
| ------ | --------------- | --------------------------- |
| 1      | Michael Mørkøv  | Saxo Bank-Sungard           |
| 2      | Simon Clarke    | Pro Team Astana             |
| 3      | Leonardo Duque  | Cofidis, le crédit en ligne |
| 4      | Nikolaj Troesov | Team Katjoesja              |

### Finale
| Plaats | Naam           | Ploeg             |
| ------ | -------------- | ----------------- |
| Goud   | Michael Mørkøv | Saxo Bank-Sungard |
| Zilver | Enrique Sanz   | Team Movistar     |
| Brons  | Simon Clarke   | Pro Team Astana   |
| 4      | Robert Hunter  | Team RadioShack   |